# Wiertarka stołowa
Wiertarka stołowa – niewielka obrabiarka ustawiana na stole warsztatowym. Działa podobnie jak zwykła wiertarka, lecz służy do stacjonarnego wiercenia otworów w metalu, drewnie, tworzywach sztucznych itp.